# Saut à la perche masculin aux Jeux olympiques d'été de 1972
Navigation
Mexico 1968 Montréal 1976
L'épreuve du saut à la perche masculin aux Jeux olympiques de 1972 s'est déroulée les 1er et 2 septembre 1972 au Stade olympique de Munich, en République fédérale d'Allemagne.  Elle est remportée par l'Est-allemand Wolfgang Nordwig.

## Résultats

### Finale
| Rang               | Athlète               | Pays                 | Marque | 4.80 | 5.00 | 5.10 | 5.20 | 5.30 | 5.35 | 5.40 | 5.45 | 5.50 | 5.56 | Notes |
| ------------------ | --------------------- | -------------------- | ------ | ---- | ---- | ---- | ---- | ---- | ---- | ---- | ---- | ---- | ---- | ----- |
| Médaille d'or      | Wolfgang Nordwig      | Allemagne de l'Est   | 5.50   |      |      | o    |      | xo   | o    | xo   | o    | xxo  | xxx  | OR    |
| Médaille d'argent  | Bob Seagren           | États-Unis           | 5.40   |      |      |      | o    |      | o    | xxo  | xxx  |      |      |       |
| Médaille de bronze | Jan Johnson           | États-Unis           | 5.35   |      |      |      | xo   |      | xo   | xxx  |      |      |      |       |
| 4                  | Reinhard Kuretzky     | Allemagne de l'Ouest | 5.30   | o    | xo   | xxo  | xo   | o    | xxx  |      |      |      |      |       |
| 5                  | Bruce Simpson         | Canada               | 5.20   |      | o    | xxo  | o    | xxx  |      |      |      |      |      |       |
| 6                  | Volker Ohl            | Allemagne de l'Ouest | 5.20   |      |      | xo   | xo   | xxx  |      |      |      |      |      |       |
| 7                  | Hans Lagerqvist       | Suède                | 5.20   |      | xo   |      | xxo  | xxx  |      |      |      |      |      |       |
| 8                  | François Tracanelli   | France               | 5.10   |      |      | o    |      | xxx  |      |      |      |      |      |       |
| 9                  | Ingemar Jernberg      | Suède                | 5.10   |      | xxo  | xo   | xxx  |      |      |      |      |      |      |       |
| 10                 | Wojciech Buciarski    | Pologne              | 5.00   |      | o    |      | xxx  |      |      |      |      |      |      |       |
| 11                 | Khristos Papanikolaou | Grèce                | 5.00   | o    | o    |      | xxx  |      |      |      |      |      |      |       |
| -                  | Antti Kalliomäki      | Finlande             | NM     |      |      |      | xxx  |      |      |      |      |      |      |       |
| -                  | Hervé d’Encausse      | France               | NM     |      |      | xxx  |      |      |      |      |      |      |      |       |
| -                  | Tadeusz Ślusarski     | Pologne              | NM     |      | xxx  |      |      |      |      |      |      |      |      |       |

## Légende
Records et Performances
- AR : Record continental (area record)
- CR : Record des championnats (championship record)
- MR : Record du meeting (meet record)
- NR : Record national (national record)
- OR : Record olympique (olympic record)
- PR : Record paralympique (paralympic record)
- PB : Record personnel (personal best)
- SB : Meilleure performance personnelle de la saison (season's best)
- WL : Meilleure performance mondiale de l'année (world leader)
- WJR : Record du monde junior (world junior record)
- WR : Record du monde (world record)

Circonstances et Conditions
- DNF : N'a pas terminé (did not finish)
- DNS : N'a pas pris le départ (did not start)
- DQ : Disqualification (disqualification)
- NM : Aucun essai valable enregistré (No Mark)
- Q : Qualifié « directement » au prochain tour (ou à la prochaine compétition), lors d'une compétition majeure, grâce au classement ou à la réalisation des minima (automatic qualifier)
- q : Qualifié au prochain tour (ou à la prochaine compétition), lors d'une compétition majeure, grâce au repêchage ou à la réalisation de l'une des meilleures performances parmi celles des « non qualifiés directement » (grâce au meilleur temps ou à la meilleure distance par exemple) (secondary qualifier)